# ان‌جی‌سی ۱۱۸
ان‌جی‌سی ۱۱۸ (به انگلیسی: NGC 118) یک کهکشان نامنظم با قدر ظاهری ۱۴٫۹ است که در صورت فلکی نهنگ قرار دارد.